# Ivanovci (Moravske Toplice, Slovenija)
Ivanovci (mađarski: Alsószentbenedek) je naselje u slovenskoj Općini Moravskim Toplicama. Ivanovci se nalazi u pokrajini Prekomurju i statističkoj regiji Pomurju. 
Rođeni su bili u Ivanocima: Jožef Borovnjak pisac i političar, Aleksander Terplan pisac, prevodilac Svetog Pisma, Ferenc Ivanoci političar i književnik, Agošt Peter Lutarič pjesnik, Štefan Selmar pisac.

## Stanovništvo
Prema popisu stanovništva iz 2002. godine naselje je imalo 131 stanovnika.